# Oboloň (stanice metra v Kyjevě)
Oboloň (ukrajinsky Оболонь) je stanice kyjevského metra na Obolonsko-Teremkivské lince.

## Charakteristika
Stanice je trojlodní, šestiúhelníkové pilíře jsou obloženy železobetonovými prvky. Na konci nástupišť se nachází schody vedoucí do vestibulu s pokladnou a následně na Oboloňský prospekt.